# 3,4,5-三乙氧基苯乙胺
3,4,5-三乙氧基苯乙胺是一种含氮有机化合物，化学式C
14H
23NO
3，属于一种苯乙胺衍生物，麦司卡林（3,4,5-三甲氧基苯乙胺）的同系物，能作为致幻剂。